# Epeirotypus dalong
Espèce
Epeirotypus dalong est une espèce d'araignées aranéomorphes de la famille des Theridiosomatidae.

## Distribution
Cette espèce est endémique du Yunnan en Chine,. Elle se rencontre dans le xian de Fugong.

## Description
Le mâle holotype mesure 1,92 mm et la femelle paratype 2,00 mm.

## Publication originale
- Miller, Griswold & Yin, 2009 : The symphytognathoid spiders of the Gaoligongshan, Yunnan, China (Araneae, Araneoidea): Systematics and diversity of micro-orbweavers. ZooKeys, no 11, p. 9-195 (texte intégral).